# Тюрк-Абад
Тюрк-Абад (кирг. Түрк-Абад) — село в Сузакском районе Джалал-Абадской области Кыргызстана. Входит в состав Сайпидин-Атабековского айылного аймака.

## География
Село расположено в юго-восточной части области, на левом берегу реки Чангет, на расстоянии приблизительно 8 километров (по прямой) к востоко-юго-востоку от села Сузак, административного центра района.

## Население
Согласно оценочным данным Национального статистического комитета Кыргызской Республики, численность населения села на начало 2023 года составляла 1960 человек.
| год     | 2009 | 2014 | 2015 | 2020 | 2021 | 2023 |
| ------- | ---- | ---- | ---- | ---- | ---- | ---- |
| человек | 1241 | 1386 | 1511 | 1826 | 1859 | 1960 |